# Stanisław Indyk
Stanisław Indyk (ur. 22 lipca 1902 w Cyrance, w XXI w. osiedlu w granicach Mielca, zm. 23 marca 1982 w Tarnowie) – polski duchowny katolicki, w latach 1938–1969 proboszcz parafii Najświętszej Maryi Panny Królowej Polski w Tarnowie Mościcach, podczas okupacji hitlerowskiej organizator tajnego nauczania i działacz charytatywny.

## Życiorys
Stanisław Indyk ukończył Wyższe Seminarium Duchowne w Tarnowie, otrzymując święcenia kapłańskie w 1925 roku z rąk bpa Leona Wałęgi. Pracował jako wikariusz w parafiach Chełm i Nawojowa oraz jako nauczyciel religii w Tarnowie. Od 1933 roku był prefektem i ojcem duchownym oraz wykładowcą liturgiki w Wyższym Seminarium Duchownym w Tarnowie. 20 października 1938 roku został mianowany proboszczem tworzącej się parafii w Mościcach. Zamieszkał początkowo w dawnym folwarku w Świerczkowie, a od 1939 na pierwszym piętrze bloku przy alei Jesionowej w Mościcach.
Podczas okupacji hitlerowskiej ksiądz Indyk zorganizował akcje charytatywne, mające za cel pomoc ofiarom wojny: pracownikom Państwowej Fabryki Związków Azotowych, którzy 1 września 1939 roku nie otrzymali wypłat, uchodźcom z Wielkopolski, ubogim mieszkańcom Mościc, więźniom niemieckich obozów, którym wysyłano paczki z żywnością. Po upadku powstania warszawskiego do Mościc przybyło około 500 wygnańców ze stolicy, którzy dzięki zaangażowaniu proboszcza znaleźli zakwaterowanie. Drugim obszarem zaangażowania księdza Indyka było tajne nauczanie na poziomie szkoły średniej, organizowane przez niego na terenie Mościc i w pobliskiej Zbylitowskiej Górze. Od 1941 roku, pod pseudonimem „Stanisław Cyran”, był przewodniczącym komisji egzaminacyjnej, która do 1945 roku wydała, między innymi, 67 świadectw maturalnych. W ośrodku Mościce w nauce na tajnych kompletach uczestniczyło 151 osób.
Po zakończeniu wojny Stanisław Indyk zaangażował się w odbudowę Mościc. Współtworzył miejscową nową ogólnokształcącą szkołę średnią. Starał się o wybudowanie kościoła parafialnego w miejsce tymczasowej, z założenia, kaplicy uruchomionej we wrześniu 1931 roku. Kościół w Mościcach powstał w latach 1948–1956 i został konsekrowany 6 października 1956 roku przez biskupa Karola Pękalę. W 1958 roku ksiądz Indyk otrzymał honorowy tytuł szambelana papieskiego. Proboszczem pozostał do przejścia na emeryturę w 1969 roku, nadal mieszkał w parafii jako rezydent. Jego następcą został ksiądz Jan Rec.
Ks. Indyk zmarł w 1982 roku i został pochowany w grobowcu parafialnym na cmentarzu w Mościcach. W 1991 roku jedną z ulic w Tarnowie Mościcach nazwano jego imieniem.

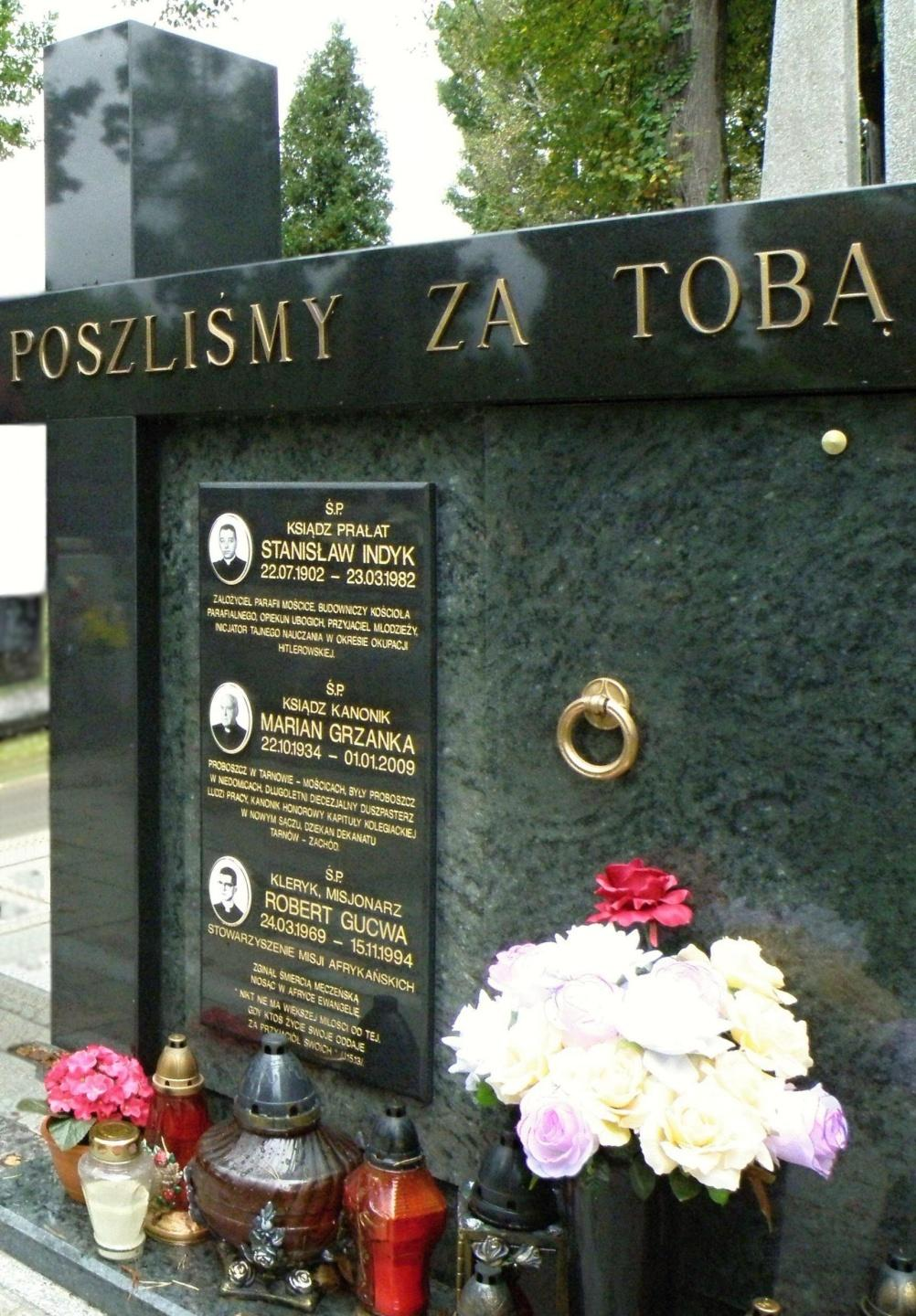
Grobowiec parafialny na cmentarzu komunalnym w Mościcach w Tarnowie.
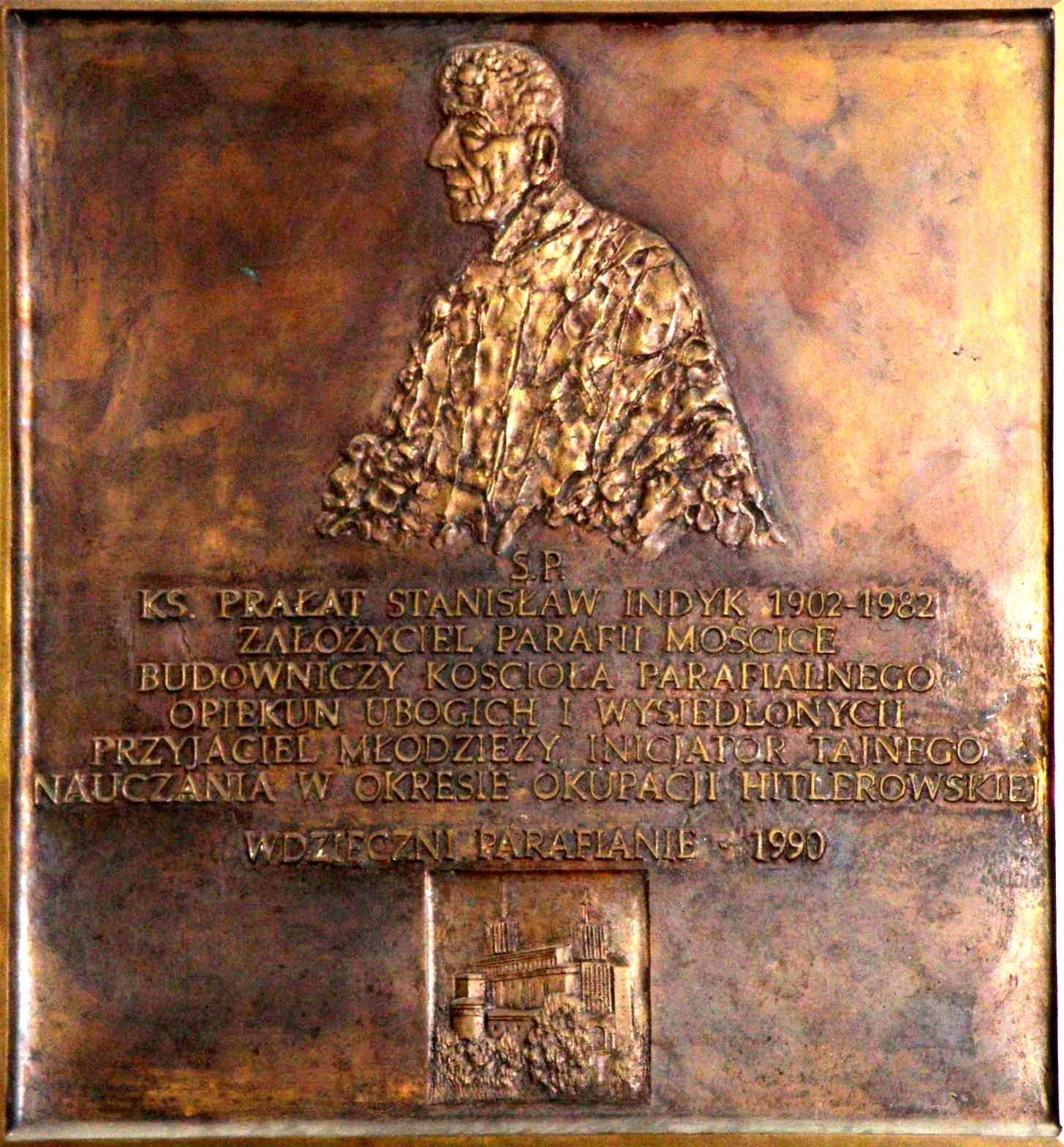
Epitafium w kościele parafialnym, Tarnów Mościce.
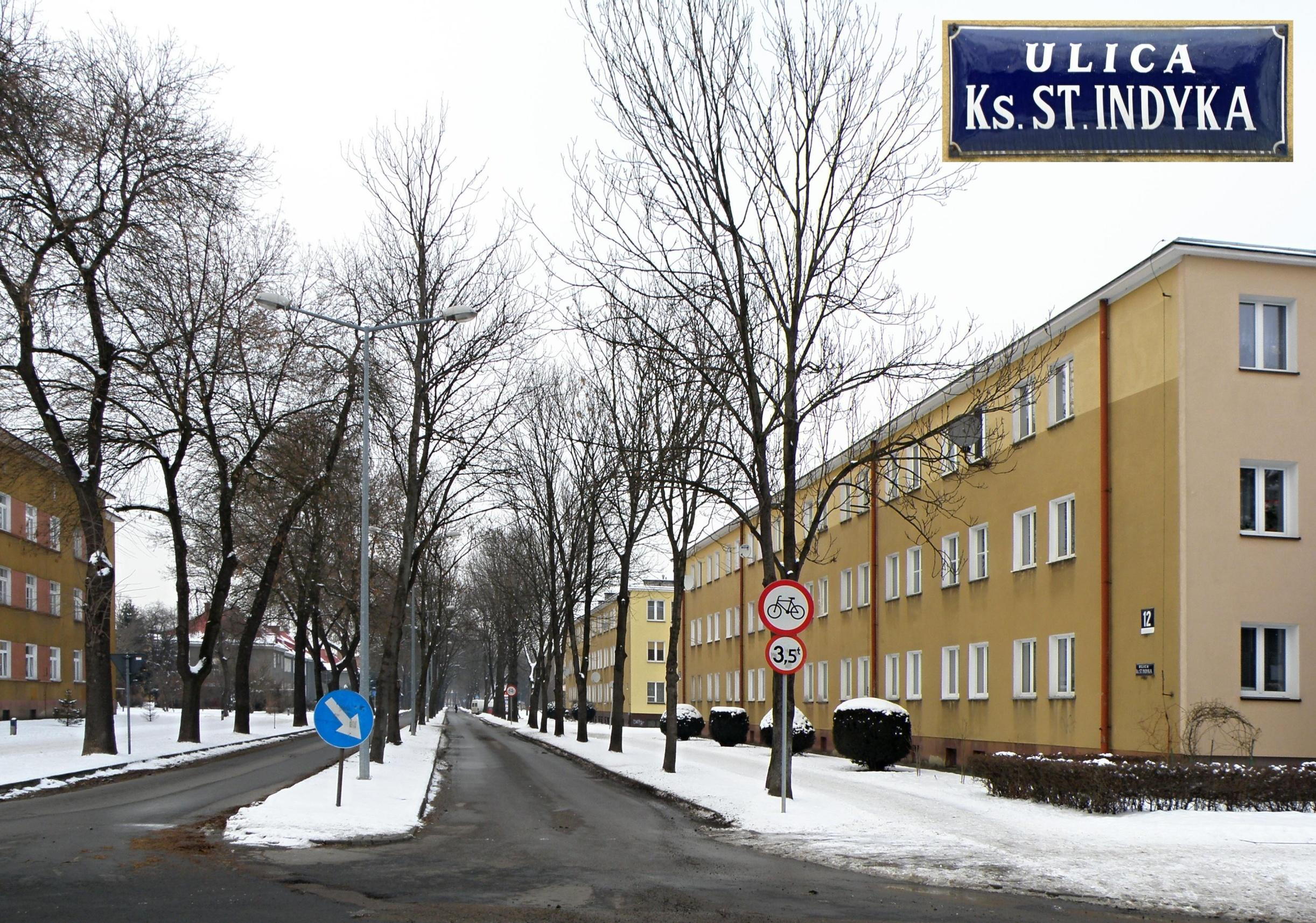
Ulica ks. Stanisława Indyka w Tarnowie Mościcach.